# Cartigny (Genève)
Pour les articles homonymes, voir Cartigny.
Cartigny est une commune suisse du canton de Genève.

## Géographie
Cartigny est situé dans la campagne genevoise, sur la rive gauche du Rhône. Un ancien méandre de celui-ci est devenu en 1940 un étang dans la Réserve Naturelle du Moulin-de-Vert. Celle-ci comprend aussi des forêts et des prairies sur une surface de près de 40 hectares. En 1968, sa mise en réserve cynégétique a été une première étape dans l'interdiction de la chasse dans le canton de Genève. Elle contribue, avec la zone protégée des rives du Rhône entre la ville de Genève et la frontière française, le plan d'eau de Verbois, le Vallon de l’Allondon, les Teppes de Biolay et du Véré ainsi que les réserves forestières des bois de Chancy, à la plus vaste et plus riche zone protégée du canton. Cette zone alluviale est inscrite à l'inventaire fédéral des paysages, sites et monuments naturels (IFP). Elle est non seulement très appréciée des oiseaux migrateurs, mais aussi des naturalistes et des promeneurs.
Cartigny mesure 4,38 km2. 11,3 % de cette superficie correspond à des surfaces d'habitat ou d'infrastructure, 55,1 % à des surfaces agricoles, 29,0 % à des surfaces boisées et 4,5 % à des surfaces improductives.
Cartigny comprend les localités de La Petite-Grave et Eaumorte. Elle est limitrophe d'Aire-la-Ville, Bernex, Laconnex, Avully et Russin.

## Histoire
Cartigny est mentionné en 1220 dans un document des comtes de Genève attribuant au prieur de Saint-Victor le pouvoir de défendre la Champagne contre les troupes de la maison de Savoie. Les prieurs possédaient un château à Cartigny, au centre de leurs possessions féodales.
À la Réforme, les habitants de Cartigny sont devenus les sujets de la Seigneurie de Genève. Cependant, les représentants du duc de Savoie continuèrent de leur imposer des corvées, le respect des fêtes catholiques et le service militaire, sous peine de galères ou de prison. Cette situation troublée prit fin par la signature du traité de Turin le 3 juin 1754 entre la république de Genève et le royaume de Sardaigne. La commune est devenue suisse par l'entrée de Genève dans la Confédération en 1815.
Les armoiries de François Bonivard ont été adoptées par la commune.

## Population

### Gentilé
Les habitants de la commune se nomment les Cartiginois.

### Démographie
La commune compte 1 046 habitants au 31 décembre 2023 pour une densité de population de 239 hab/km2. Sur la période 2010-2023, sa population a augmenté de 22,9 % (canton : 14,6 % ; Suisse : 9,4 %).  

## Politique et administration
La commune comprend un maire et deux adjoints, qui constituent l'exécutif de la commune, ainsi qu'un conseil municipal de 13 membres, tous élus au suffrage universel pour un mandat de cinq ans.

### Membres de l'exécutif communal (législature 2025-2030)
L'exécutif de la commune, entré en fonction le 1er juin 2025, se compose de la façon suivante :
| Identité                | Étiquette            | Étiquette | Fonction                | Dicastères |
| ----------------------- | -------------------- | --------- | ----------------------- | --- |
| Delphine Bolle de Paoli | Vivre à Cartigny-CGE |           | Maire                   | Finance - Administration générale - Affaires sociales, scolaires, jeunesse, petite enfance, aînés - Etat civil - Information - Sécurité ORP, pompier |
| Nicolas Pontinelli      | Vivre à Cartigny-CGE |           | Conseillé administratif | Finance - Routes, emplacements communaux, traitement des déchets - Agriculture, environnement, aménagement - Développement durable                   |
| Philippe Bavarel        | Vivre à Cartigny-CGE |           | Conseillé administratif | Finance - Bâtiment - Culture, loisir et sport |

### Conseil municipal (législature 2025-2030)
À la suite des élections municipales du 23 mars 2025, le conseil municipal, composé de 13 membres (ainsi que d'un bureau avec un président, un vice-président et un secrétaire), est renouvelé, est représenté de la manière suivante : 
| Parti                     | Voix | Suffrages en % | +/- | Sièges  | +/- |
| ------------------------- | ---- | -------------- | --- | ------- | --- |
| Vivre Ensemble à Cartigny | 323  | 100,00 %       | 0   | 13 / 13 | 0   |

### Liste des maires
| Période                                  | Période     | Identité                | Étiquette        | Qualité                          |
| ---------------------------------------- | ----------- | ----------------------- | ---------------- | -------------------------------- |
| Les données manquantes sont à compléter. |             |                         |                  |                                  |
| 1er juin 1995                            | 31 mai 2003 | Pierrette Surdez        | Vivre à Cartigny |                                  |
| 1er juin 2003                            | 31 mai 2011 | François Jaunin         | Vivre à Cartigny | Adjoint au maire de 1995 à 2003  |
| 1er juin 2011                            | 31 mai 2025 | Carine Zäch             | Vivre à Cartigny | Adjointe au maire de 2007 à 2011 |
| 1er juin 2025                            | en cours    | Delphine Bolle de Paoli |                  |                                  |

## Culture et patrimoine

### Héraldique
| Blason | Blasonnement : D'or à la croix de sable chargée de cinq coquilles d'argent. |

### Monuments et curiosités

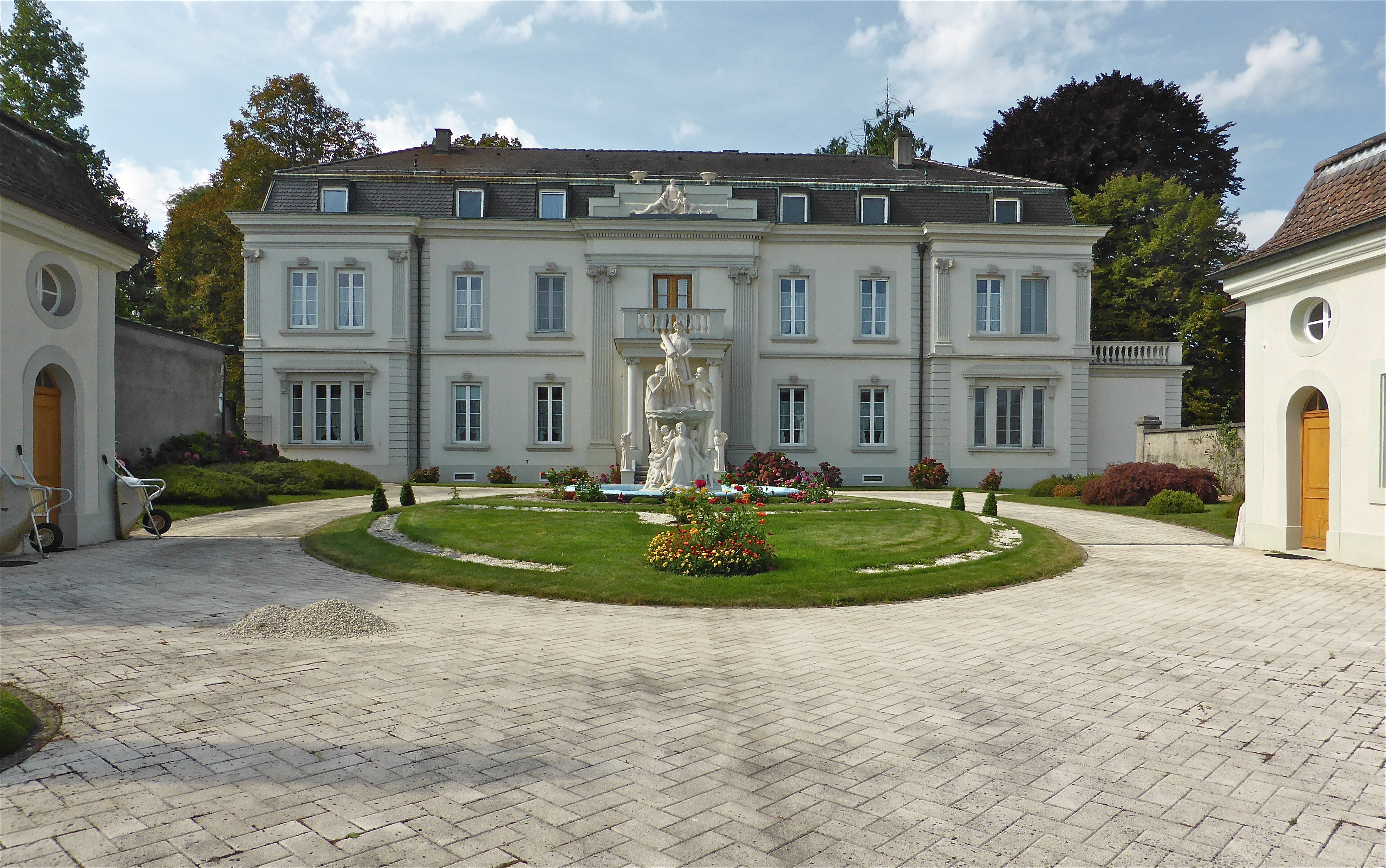
Le château de Cartigny.

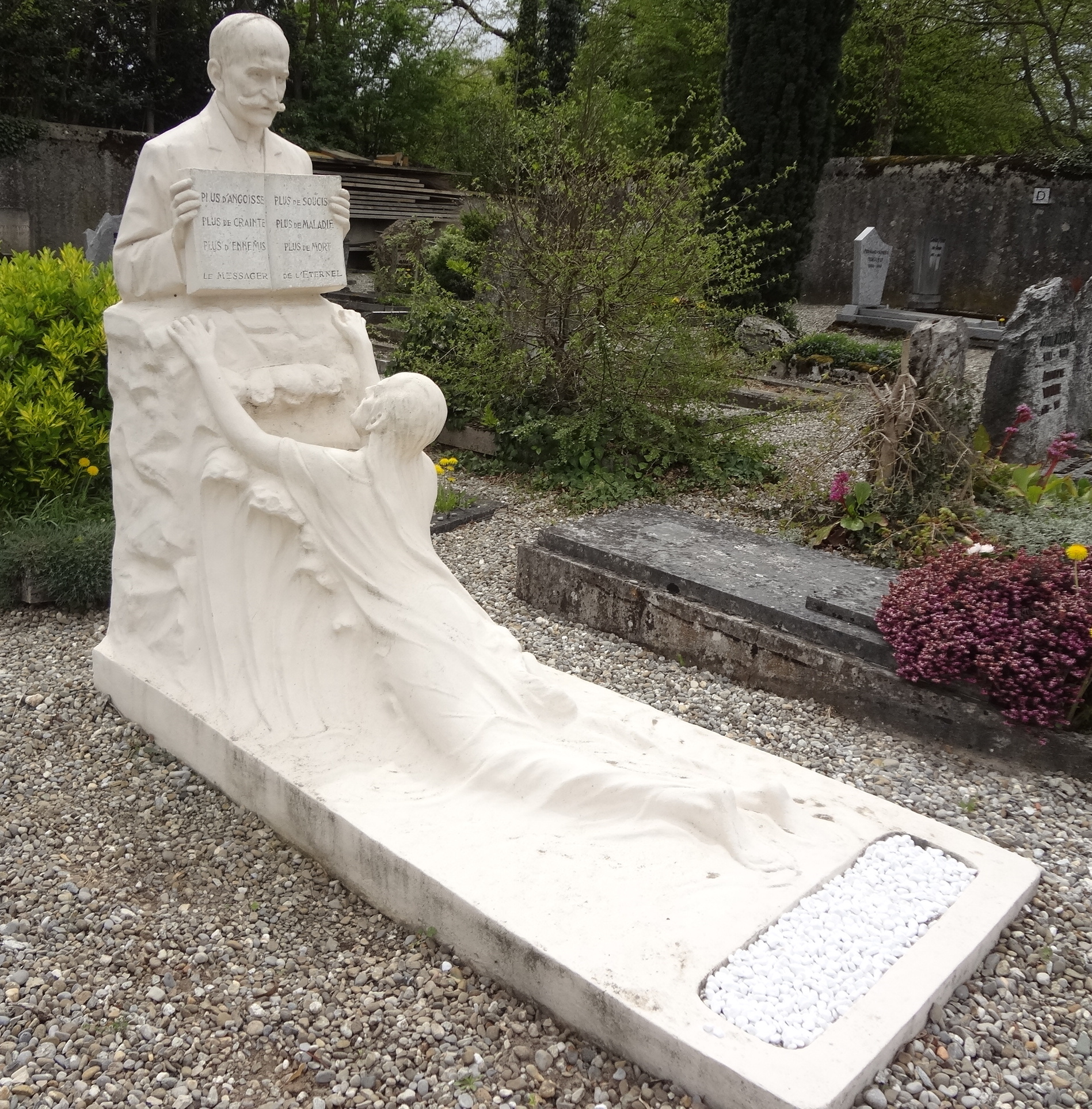
Tombe d’Alexandre Freytag à Cartigny.

Le « château de Cartigny », maison de maître construite par Jacob Marcet-Guainier entre 1720 et 1725, fut racheté par le père de Charles Pictet de Rochemont, le colonel Charles Pictet (1713-1792). Le château sera vendu en 1798 par les deux fils de Charles Pictet : Charles et Marc-Auguste (1752-1825), au joaillier Jacob-David Duval. Ce dernier habitant encore à Saint-Pétersbourg, désire rentrer à Genève avec sa famille et en particulier sa mère Louise Duval-Dumont. Le château sera alors transformé et agrandi en 1803, sous la direction de son beau-frère Nicolas Soret. C'est à cette époque qu'une partie de la famille Duval quitta donc Saint-Pétersbourg pour Cartigny.
Le château restera la propriété de la famille Duval jusqu'à sa vente en 1873, par le petit-fils de Louis-Jacob Duval, le Dr. André Duval. Le nouveau propriétaire M. Henri Ziegler-Weber le transmettra à sa fille, Mlle Aline Ziegler qui le vendra en 1905 à Mme Charles Patry-Chauvet.
Frédéric-Louis-Alexandre Freytag né à Baden, en Suisse, en 1870, fonde entre 1919-1920, l’Association Philanthropique « Les Amis de l'Homme », appelée aussi à l'époque « L'Ange de l'Éternel ». Cette association rachète le château en 1933. Celui-ci appartient toujours à l'association et il en est devenu le siège mondial. Dès 1934, l'Association déposa une demande d'autorisation pour surélever les deux ailes du château. Lors d'une excavation sous la partie orientale, une partie du bâtiment s'effondra. Il fallut donc consolider rapidement avant d'agrandir les deux ailes vers 1935-1938. Une rénovation a été réalisée en 2003.

### Folklore et manifestations
La commune célèbre le Feuillu, une fête printanière, le premier dimanche de mai.
Elle fête également Les Failles, au cours du premier dimanche de carême,, tradition consistant à brûler des perches enrobées de paille, de sarments et de roseaux le soir à l'apparition de la première étoile au lieu-dit « les Roches ». À cette occasion, on y mange des merveilles, une sorte de beignet. Les Failles n'ont connu d'interruption que durant la Première Guerre mondiale. Cette fête serait d'origine celtique et constituerait une survivance d'Imbolc alors fêtée le 1er février. Cette fête est également observée au hameau de Certoux, sur la commune de Perly-Certoux. Cette coutume se nomme les brandons ailleurs en Suisse romande.

### Personnalités liées a la commune
- La démoniaque de Cartigny : « [...] les Jurisconsultes maintinrent que c'était le proprium quarto modo (la propriété plus expresse) des Demoniaques de parler toutes langues,comme celle de Cartigny  en Savoye, qui fut éprouvée en seize langues. » (Théodore Agrippa d'Aubigné, La Confession catholique du sieur de Sancy, I, 6 (Des Miracles et Voyages) (Œuvres complètes, Paris, Gallimard, La Pléiade, 1969, p. 600).
- Charles Pictet de Rochemont est né à Cartigny.
- Philippe Monnier, auteur de Mon village, est issu d'une famille de Cartigny et y a vécu dès 1897[28].
- Victor Monnier, professeur d'histoire du droit à l'Université de Genève, chercheur, écrivain, conseiller municipal de la Commune de Cartigny de 1983 à 1987[29].